# Zubački kabao
A Zubacki kabao hegycsúcs az Orjen-hegység egyik hegycsúcsa 1894 méteres tengerszint feletti magassággal. A hegycsúcs Montenegró nyugati, középső részén található, a Dinári-hegységben. A hegycsúcs egyben az Adriai-tenger vidékének legmagasabb hegycsúcsa. A Zubački kabao csúcsáról messzire el lehet látni a karsztos mészkőfelszín hófehér sziklás vidékei fölött. Tiszta időben látni innen a Kotori-öböl vidékét, az Adriai partvidéket, a Durmitor hegyvidéket, a Shkodrai-tó környékét és Albánia északi részének hegyvidékeit is.
1936-ban 8000 milliméternyi rekordmennyiségű csapadék hullott éves szinten a vidékre.

## Fordítás
- Ez a szócikk részben vagy egészben  a   Zubački kabao című angol Wikipédia-szócikk ezen változatának fordításán alapul.  Az eredeti cikk szerkesztőit annak laptörténete sorolja fel. Ez a jelzés csupán a megfogalmazás eredetét és a szerzői jogokat jelzi, nem szolgál a cikkben szereplő információk forrásmegjelöléseként.